# Sordes
Sordes är en utdöd art av flygödla vars fossil upptäcktes i Kazakstan på 1960-talet, och namngavs av den ryska paleontologen Aleksandr Grigorevich Sharov. Artens namn betyder "djävul" på grund av att dess utseende när man fann fossilen såg "diaboliskt" ut. Den levde under juraperioden för 150 miljoner år sedan.  Forskare fann att djuret hade fjädrar som liknade päls, vilket fick namnet pycnofibers. Detta visade på att flygödlor kunde ha fjädrar och var varmblodiga djur. Troligen var Sordes en insektsätare baserad på att dess näbb hade tänder, och den var lika stor som en duva. 